# 合縱
合縱，或合從，合眾弱以攻一強，中國春秋時期及戰國時期的外交及軍事策略，是南北縱向諸個國家合作，抵擋西邊秦國的東向發展。戰略上即使倡議諸國組成被動的聯合防禦陣線，依然不是長遠有效的方式。同時各國間存在著歷史的矛盾，攜手聯手防禦簡直是空談。合縱最主要的戰略創新則是從聯合抗秦，提升到合作攻秦滅秦。
根據《史記·蘇秦列傳》，蘇秦在遊說秦惠王連橫不成後，轉而遊說六國聯合起來對抗秦國。合縱之勢形成，蘇秦掌六國宰相印，然而各國之間也存在大小矛盾，蘇秦在齊國被刺殺，合縱聯盟隨之瓦解。最後被连横所破解。在合縱抗秦基礎建立後，亦有合縱滅齊之舉。

## 合縱攻秦
當時戰國七雄中秦國實力最强，嚴重威脅山東六國生存。一共有四次合縱攻秦戰爭：
1. 公孙衍倡导、楚怀王主盟的楚魏韩赵燕五国攻秦之战（前318年），秦軍勝；
2. 孟尝君倡导、齐湣王主盟的齐魏韩三国攻秦之战（前296年），聯軍勝；
3. 信陵君倡导的魏赵楚韩燕五国攻秦之战（前247年），聯軍勝；
4. 赵国将军庞煖倡导的赵楚燕魏四国攻秦之战（前241年），秦軍勝。

## 合縱攻齊
合纵并不一定针对秦国：前288年，齐秦并称东西帝，苏秦劝齐湣王放弃帝号。前287年，赵国李兑、齐国苏秦倡导齐赵韩魏楚五国合纵抗秦，结果齐湣王出兵灭了宋国，引起列国的不满，将矛头转向齐国。前286年，燕韩赵魏秦五国合纵攻打齐国於濟西，齐国几乎灭亡。

## 評價
宋朝司馬光認為合縱有利六國，但六國並不睦愛，致使合縱失敗：
“臣光曰：從衡之說雖反覆百端，然大要合從者，六國之利也。昔先王建萬國，親諸侯，使之朝聘以相交，饗宴以相樂，會盟以相結者，無他，欲其同心戮力以保國家也。向使六國能以信義相親，則秦雖強暴，安得而亡之哉！夫三晉者，齊、楚之籓蔽；齊、楚者，三晉之根柢；形勢相資，表里相依。故以三晉而攻齊、楚，自絕其根柢也；以齊、楚而攻三晉，自撤其籓蔽也。安有撤其籓蔽以媚盜，曰「盜將愛我而不攻」，豈不悖哉！”